# Nyésta
Nyésta ist eine ungarische Gemeinde im Kreis Szikszó im Komitat Borsod-Abaúj-Zemplén.

## Geografische Lage
Nyésta liegt in Nordungarn, 32 Kilometer nordöstlich des Komitatssitzes Miskolc und 19 Kilometer nördlich der Kreisstadt Szikszó. Nachbargemeinden sind Abaújszolnok und Selyeb.

## Sehenswürdigkeiten
- Römisch-katholische Kirche Gyümölcsoltó Boldogasszony, erbaut in den 1880er Jahren

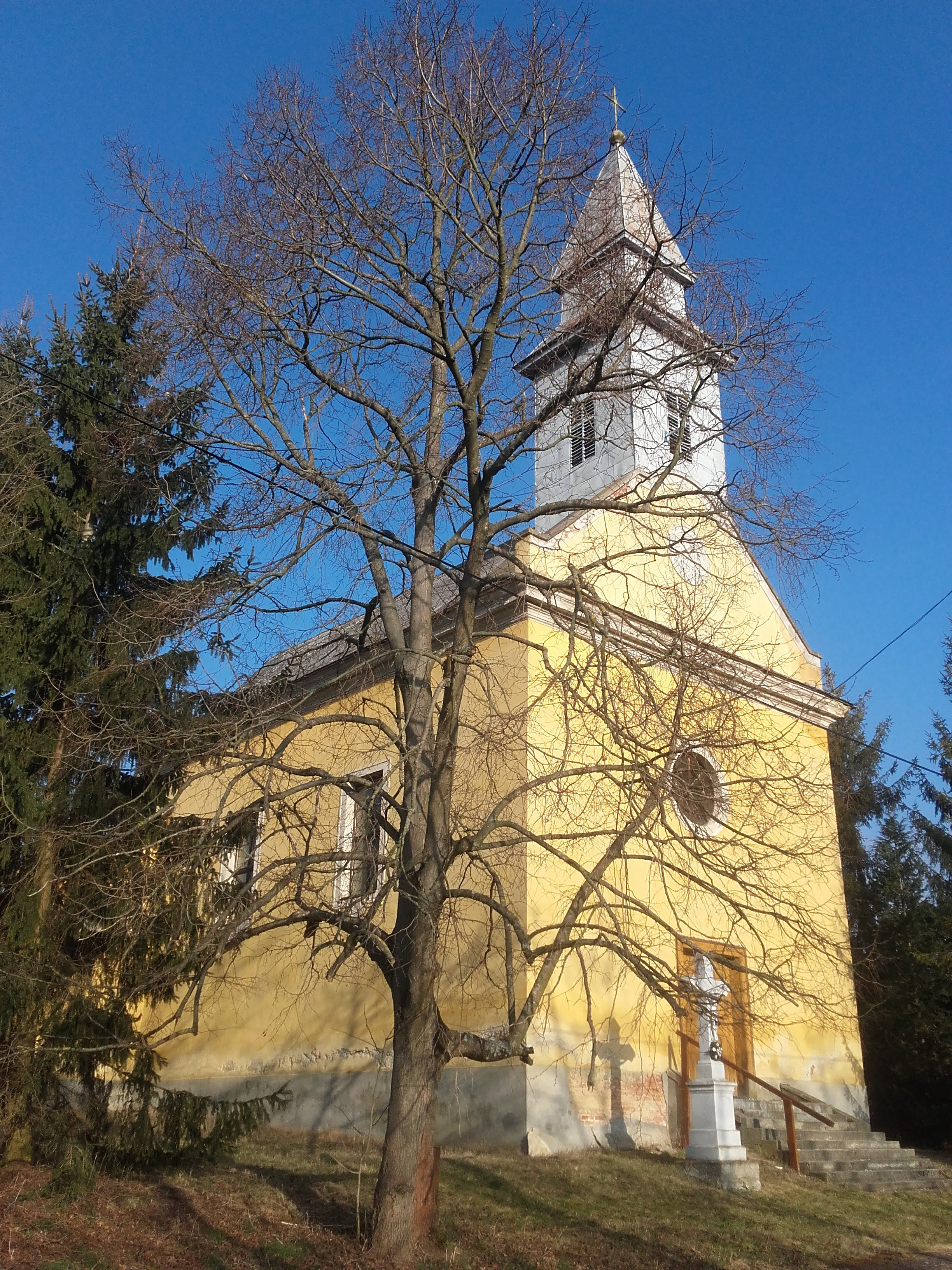
Römisch-katholische Kirche Gyümölcsoltó Boldogasszony

## Verkehr
Nyésta ist nur über die Nebenstraße Nr. 26132 zu erreichen. Es bestehen Busverbindungen nach Abaújszolnok und über Selyeb, Monaj, Homrogd und Alsóvadász nach Szikszó, wo sich der nächstgelegene Bahnhof befindet.